# Estonios en Abjasia
Los estonios en Abjasia son una minoría que reside en Abjasia, reconocida internacionalmente como una región autónoma de Georgia pero es un país independiente de facto. Los estonios comenzaron a emigrar a Abjasia cuando la región se convirtió en parte del Imperio ruso y muchos abjasios se fueron o fueron expulsados. El régimen zarista comenzó a repoblar el área con sus súbditos cristianos, incluidos los estonios. Hubo numerosas olas de migración de Estonia a Abjasia, donde se prometió tierra a los campesinos. Entre otros, fundaron los pueblos Salme y Estonka. En los pueblos, los estonios también tenían sus propias escuelas.. Archivado el 21 de junio de 2018 en Wayback Machine.
Durante y después de la guerra entre Georgia y Abjasia, muchos estonios huyeron a Estonia; en una sola operación en 1992, las autoridades estonias evacuaron a 170 estonios.
Los estonios en 2003 eran el 0.2% de la población de Abjasia. La mayor proporción de estonios que vivían en la capital, Sujumi, se remonta a 1939: 206 estonios residían allí, lo que representaba el 0,5% de la población. La mayoría de los estonios abjasios viven en Abjasia occidental.
- Datos: Q56291544